# Свято-Георгіївський чоловічий монастир (Лебедин)
Православний чоловічий Лебединський Свято-Георгіївський монастир — культовий заклад, що розташовувався в урочищі Чичкова, у верхів'ях річки Турія при селі Лебедин (нині село Шполянського району Черкаської області). За деякими свідченнями, монастир збудований за благословінням митрополита Київського і Галицького Діонисія (Балабана) між 1657 і 1667 на землях під назвою Германувщина, що раніше належали Ірдинському Свято-Успенському монастиреві (Ірдинський Виноградський Свято-Успенський чоловічий монастир був розташований за кілька кілометрів від с. Мале Старосілля – нині село Смілянського району Черкаської обл., – заснований, імовірно, наприкінці 16 – на поч. 17 ст.; закритий 7 серпня 1923 – спочатку згідно з ухвалою Черкаського окрліквідкому, а потім, остаточно, постановою Малої президії ВУЦВК від 25 листопада 1924; у подальшому на території колишнього монастиря був розташований лепрозорій).
13 грудня 1667 митрополит Київський Йосиф Нелюбович-Тукальський затвердив ієромонаха Іоаникія (Симоновича) першим настоятелем Лебединської Свято-Георгіївської обителі. Тоді ж була побудована і перша дерев'яна церква на честь св. Георгія. Його підтримували гетьман П.Дорошенко, наказний гетьман Я.Драгинич, гетьман І.Мазепа. На початку 18 ст. Лебединська обитель була зруйнована, а братія розігнана, на місці залишилися лише 4 ченці. 1720 на їхнє прохання власник тамтешніх земель – кн. Юрій Олександр Любомирський (див. Любомирські) – відновив обитель. Згодом монастир отримав чималі пожертви від різних благодійників. Кілька разів підпадав під вплив унії (див. Українська греко-католицька церква), а від 1750-х рр. був православним. За Коліївщини, як і ін. православні обителі Черкащини, зазнав жорстоких нападів і утисків від польських властей та унійного духовенства, був позбавлений більшої частини своїх володінь.
За описом 1793, на території монастиря діяли 3 храми: Покрови Божої Матері (1724), надбрамна церква Преображення Господнього (1739) і св. Георгія (1756–57), а Свято-Георгіївська і Спасо-Преображенська церкви перебудовувалися. 10 лютого 1802 пожежа знищила всі ці храми і братські келії. 1812 деякі ченці, перебуваючи у великій матеріальній скруті, попросили дозволу в єпархіального начальства перейти до Корсунської Гуляницької обителі. 1824 ген. М.Висоцький із власних володінь додав монастиреві до 66 десятин його (монастирських) земель ще 45 десятин 458 квадратних сажнів (див. Сажень) різних угідь. 1834 в обителі побудували кам'яний Свято-Георгіївський храм, 27 жовтня 1835 він був освячений за рішенням Найсвятішого Синоду ігуменом Анастасієм.
У листопаді 1845 на засіданні Найсвятішого Синоду було ухвалено рішення про ліквідацію Л.С.-Г.м., 20 грудня того ж року воно було затверджене цесаревичем Олександром Миколайовичем (див. Олександр II), й відповідний указ 31 грудня 1845 був надісланий київ. митрополитові. Осн. частину нерухомого майна монастиря – обидві церкви (кам'яна і дерев'яна), келії з усіма службами і землею в огорожі – передали Лебединській парафіяльній церкві, а решту нерухомого майна (у т. ч. 109 десятин 1945 квадратних сажнів землі) й рухоме майно (худоба, ризниця тощо) передали Свято-Троїцькому жіночому монастирю в Чигирині. В подальшому монастир так і не відновився.